# Siebmachers wapenboek

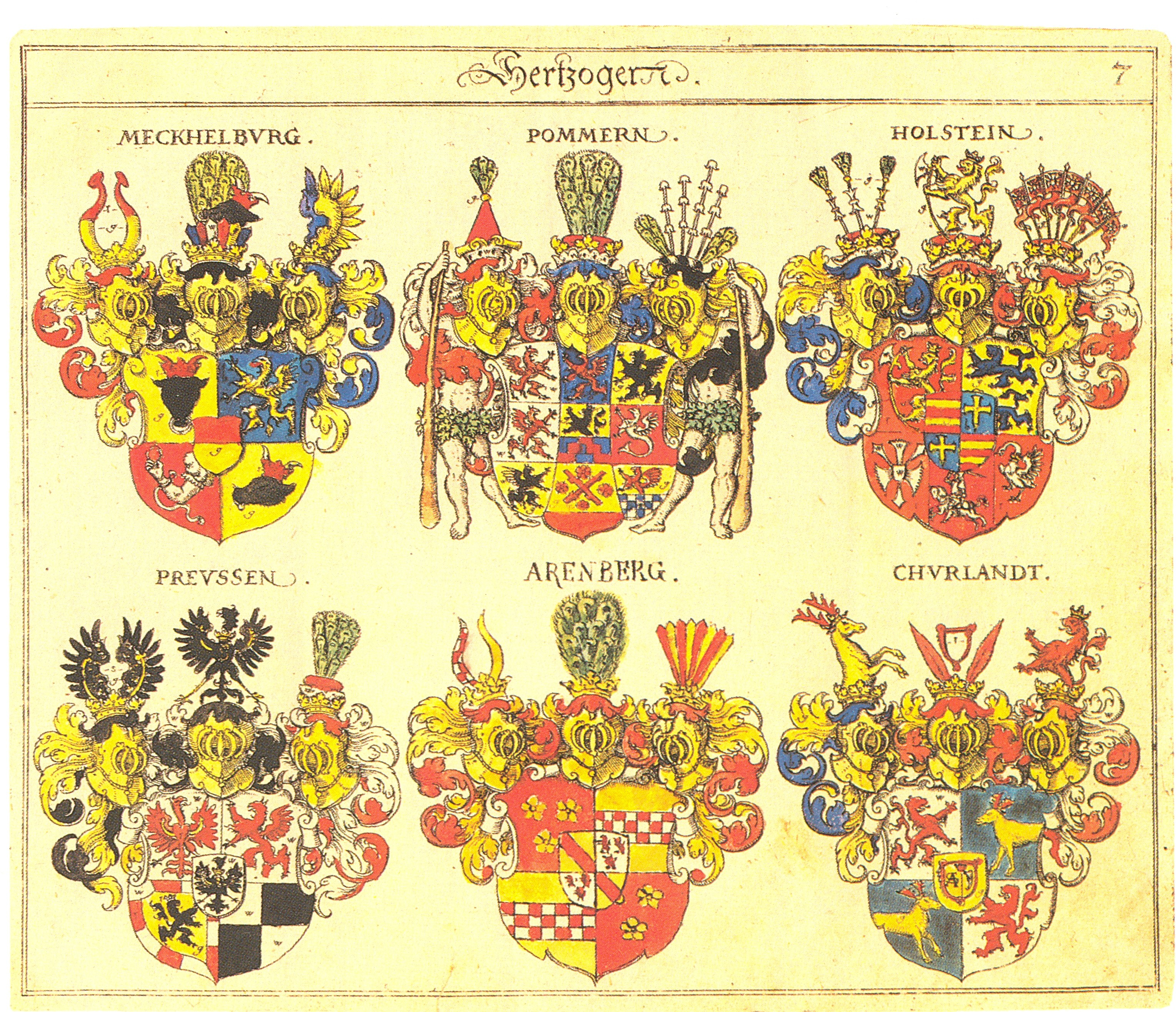
Pagina uit de Nieuwe Siebmacher

Siebmachers wapenboek (Duits: Siebmachers Wappenbuch) is oorspronkelijk een tweedelig wapenboek dat vanaf 1605 werd samengesteld en uitgebracht door Johann Ambrosius Siebmacher (1561 – 23 maart 1611), een Duitse wapentekenaar, graveur, etser en uitgever uit Neurenberg. Het bevat de wapens van de adel, tevens stads- en burgerlijke wapens in het Heilige Roomse Rijk. Daarna werd het als een serie heraldische uitgaven uitgebracht.

## Geschiedenis
Siebmachers' werk werd een belangrijke bron binnen de heraldiek. Het oorspronkelijke werk werd met zes delen uitgebreid en aangevuld door Paul Fürst, Wolfgang Gottlieb Fürst, Rudolf Johann Helmers, Christoph Weigel en Gabriel Nikolaus Raspe. Deze nieuwe werken kregen gelijk zoals de werken van Siebmacher de namen van hun samenstellers, zoals: Fürstsches Wappenbuch, Helmersches Wappenbuch, Weigelsches Wappenbuch en Raspes Wappenbuch. Al deze uitgaven staan bekend als "Oude Siebmacher". Ze bevatten 130.000 wapens in 119 volumes.
Tussen 1854 en 1967 werd de "Nieuwe Siebmacher" uitgegeven met de titel: "Siebmachers großes und allgemeines Wappenbuch". De nieuwe Siebmacher werd onder anderen samengesteld door O. T. von Hefner, H. von Rosenfeld, A. M. Hildebrandt, G. A. Seyler en M. Gritzner.